# Kadungrejo
Kadungrejo is een bestuurslaag in het regentschap Bojonegoro van de provincie Oost-Java, Indonesië. Kadungrejo telt 3817 inwoners (volkstelling 2010).